# Glen Osborne
Pour les articles homonymes, voir Osborne.
Pas d'image ? Cliquez ici

a Compétitions nationales et continentales officielles uniquement.

b Matchs officiels uniquement.
Dernière mise à jour le 31 août 2016.
Glen Matthew Osborne, né le 27 août 1971 à Wanganui, est un ancien joueur néo-zélandais de rugby à XV qui a joué 19 fois avec les All-Blacks  de 1995 à 1999. Il jouait arrière et ailier (1,85 m et 85 kg).

## Palmarès

### En club
- Vainqueur du Challenge Yves du Manoir : 2000 (titulaire en finale)

### En équipe nationale
- Finaliste de la Coupe du monde 1995
- Quatrième de la Coupe du monde 1999
- Vainqueur du Tri-nations en 1996 et 1997

## Statistiques

### En équipe nationale
De 1995 à 1999, Glen Osborne compte 19 sélections avec les All-Blacks, inscrivant 55 points. Avec les Kiwis, il dispute deux Coupe du monde en 1995 et 1999. Il participe à deux éditions du Tri-nations en 1996 et 1997.